# MK어학원
MK어학원(MK Language Training Center)은 영어교육, 학원사업, 필리핀 현지 합숙어학원, 원격화상교육 등을 하는 대한민국의 교육기업이다.

## 역사
- 2002년 MK어학원 설립

## 교육 방식
- 필리핀 현지 합숙교육 및 화상교육

## 언론 보도
- 중앙일보 2010.11.30 "MK어학원, 필리핀 연수 전문 … 영어 문화 함께 습득" https://www.joongang.co.kr/article/4725984
- 중앙일보 2011.06.21 "[대한민국 교육브랜드 대상] 필리핀 명문대 부설 최고의 영어연수원" https://www.joongang.co.kr/article/5667236
- 중앙일보 2017.06.20 "[2017 대한민국 교육브랜드 대상] 필리핀 교육도시 위치 … 안전하고 청결한 환경" https://www.joongang.co.kr/article/21680700